# Rykodisc
Rykodisc — американский звукозаписывающий лейбл, принадлежащий Warner Music Group, функционирующий как подразделение Independent Label Group WMG с дистрибьюцией через Alternative Distribution Alliance.

## История
Претендуя на звание первого независимого лейбла в США, выпускающего только компакт-диски, Rykodisc был основан в 1983 году в Сейлеме, штат Массачусетс, Артуром Манном, Робом Саймондсом, Дугом Лексой и Доном Роузом. Название «Ryko», которое представляло собой японское слово означающее «звук от вспышки света», было выбрано, чтобы подчеркнуть политику компании о выпуске музыки только на CD. Тем не менее в конце 1980-х лейбл также начал выпускать высококачественные версии многих релизов на аудиокассетах / виниле и мини-дисках под брендом Ryko Analogue.
Rykodisc добился заметных успехов в сфере переиздания музыки на компакт-дисках, заключив контракты с такими исполнителями, как Элвис Костелло, Дэвид Боуи, Йоко Оно, Фрэнк Заппа, Nine Inch Nails, Sugar, Роберт Уайатт, Mission of Burma, а также наследниками Ника Дрейка. Rykodisc также переиздал записи Meat Puppets эпохи SST Records и LP I Am the Cosmos покойного Криса Белла из Big Star.
По прошествии лет Rykodisc поглотил следующие звукозаписывающие лейблы: Hannibal Records, Tradition Records, Gramavision (основанную Джонатаном Ф. П. Роузом), Emperor Norton Records, Restless Records и Cordless Recordings. Руководство Rykodisc также основало дистрибьюторскую компанию Ryko Distribution и музыкальное издательство Rykomusic. Каталог лейбла превышает 1200 наименований.
В 1998 году бывший владелец Island Records Крис Блэквелл купил Rykodisc за 35 миллионов долларов, чтобы набраться опыта в музыкальном маркетинге и дистрибьюции для своего нового проекта, медиакомпании Palm Pictures. Через год после прихода Блэквелла, офис в Сейлеме был закрыт, а многие ветераны отрасли — уволены. В 2001 году Блэквелл продал Rykodisc. В то время лейбл располагался в Нью-Йорке с офисами в Лос-Анджелесе и Беверли, штат Массачусетс.
23 марта 2006 года появилась информация, что холдинг Warner Music Group приобрел Ryko Corporation за 67,5 млн долларов. В 2012 году семейный фонд Фрэнка Заппа выкупил каталог музыканта, передав права на распространение записей Universal Music Enterprises. В том же году компания Evergreen Copyrights приобрела издательский каталог Rykomusic. В сентябре 2010 года Evergreen была поглощена BMG Rights Management.
В 2009 году компания Ryko Distribution вошла в состав Alternative Distribution Alliance.